# Flushing (Michigan)
Flushing é uma cidade localizada no estado americano de Michigan, no Condado de Genesee.

## Demografia
Segundo o censo americano de 2000, a sua população era de 8348 habitantes.
Em 2006, foi estimada uma população de 8056, um decréscimo de 292 (-3.5%).

## Geografia
De acordo com o United States Census Bureau tem uma área de
11,3 km², dos quais 11,2 km² cobertos por terra e 0,1 km² cobertos por água. Flushing localiza-se a aproximadamente 213 m acima do nível do mar.

## Localidades na vizinhança
O diagrama seguinte representa as localidades num raio de 16 km ao redor de Flushing.